# Martin Busse (Fußballspieler)
Martin Busse (* 30. Juni 1958 in Brehme) ist ein ehemaliger deutscher Fußballspieler.

## Sportliche Laufbahn

### Gemeinschafts-, Club- und Vereinsstationen
Martin Busse kam im Alter von 14 Jahren von der BSG Aktivist Bischofferode zum FC Rot-Weiß Erfurt und gab in der Spielzeit 1977/78 am 23. Spieltag gegen den 1. FC Lokomotive Leipzig bei einer 1:2-Auswärtsniederlage sein Debüt in der DDR-Oberliga. Sein erster Treffer in der höchsten Spielklasse gelang ihm in der darauffolgenden Saison beim 2:1-Auswärtssieg der Erfurter beim FC Hansa Rostock. Insgesamt absolvierte er 202 Oberligaspiele für die Blumenstädter und erzielte dabei 58 Tore. Im FDGB-Pokal kam er auf insgesamt 29 Einsätze, in denen ihm sieben Tore gelangen. Außerdem stand er in 15 Intertoto-Cupspielen auf dem Platz, wobei er zweimal ins gegnerische Tor traf.
Im Sommer 1988 wechselte der Diplomsportlehrer in die zweitklassige Liga zur BSG Robotron Sömmerda, wo er in den folgenden drei Spielzeiten – unterbrochen von einem Auslandsaufenthalt beim Terengganu FA in Malaysia vom Frühjahr 1990 bis zum Frühjahr 1991 – in 61 Partien 22 Treffer erzielte. Nach der Zusammenführung der beiden deutschen Ligensysteme war Martin Busse dann im Spieljahr 1991/92 in der Herbstrunde beim Robotron-Nachfolger FSV Sömmerda in der Oberliga Nordost am Ball.

### Auswahleinsätze
Nachdem er zunächst vier Spiele (ein Tor) für die Olympiaelf der DDR auf Auswahlebene für den DFV bestritten hatte, kam er im Jahr 1983 zu drei Einsätzen in der A-Nationalmannschaft. Er spielte in Leipzig gegen Belgien, in Gera gegen Bulgarien sowie in Brüssel erneut gegen die Belgier. Die beiden 1:2-Niederlagen gegen die Roten Teufel, die sich als Gruppensieger für die Endrunde qualifizierten, waren Teil der EM-Qualifikation 1984. Insgesamt wurde er bis März 1987 in insgesamt 23 Begegnungen des Olympiateams, dem er nach dem nicht auf Dauer ausgelegten Sprung in die ostdeutsche A-Elf wieder angehörte, aufgeboten.

## Trivia
Martin Busse spielt noch heute in der Traditionself von Rot-Weiß Erfurt und ist Mitglied im 2008 gegründeten Club der Nationalspieler des DFB.